# 琉球水玉簪
琉球水玉簪（学名：Burmannia liukiuensis）为水玉簪科水玉簪屬下的一个种。

## 外部連結
- 維基物種上的相關：琉球水玉簪